# داجمار اولسون
داجمار اولسون (بالسويدية: Dagmar Olsson)‏ هي مغنية وممثلة سويدية، ولدت في 27 سبتمبر 1908 في ستوكهولم في السويد، وتوفيت في 20 ديسمبر 1980.

## وصلات خارجية
- داجمار اولسون على موقع IMDb (الإنجليزية)
- داجمار اولسون على موقع قاعدة بيانات الأفلام السويدية (السويدية)
- داجمار اولسون على موقع قاعدة بيانات الفيلم (الإنجليزية)